# James M. Mason
James M. Mason (Georgetown, 1798. november 3. – Alexandria, 1871. április 28.) az Amerikai Egyesült Államok szenátora (Virginia, 1847–1861).